# Gonzalo García Zorro
Gonzalo García Zorro (Guadalcanal 1500 – Bogotá 1566) fue un conquistador español. Fue siete veces Alcalde de Bogotá.

## Biografía
Nació en Guadalcanal, entre Extremadura y Sevilla. Sus padres fueron Teresa González de Sancha y Diego Alonso El Zorro. Tenía dos hermanos.

### Conquista de Colombia
Se unió a la expedición de Gonzalo Jiménez de Quesada en 1536, desde Santa Marta y participó en la conquista del pueblo muisca. 
Sería posteriormente condenado por crímenes contra el último zipa , Sagipa.
Fue fundador de Gabriel de El Cocuy el 28 de febrero de 1541.
Recibió las encomiendas de Fusagasugá, y Fosca.  Compartió la encomienda de Suesca con Juan Tafur. 

## Muerte
Murió en 1566 en Santa Fe de Bogotá a causa de las heridas que recibió en un duelo con Alonso Venegas Guatavita, hijo de Magdalena de Guatavita, hija de Sagipa , y Hernán Venegas Carrillo.